# Carcinonemertidae
Carcinonemertidae  (лат.) — семейство вооружённых немертин из отряда Monostilifera. Встречаются главным образом в тропических и субтропических водах, являются паразитами десятиногих ракообразных (крабов и крабоидов).

## Строение
Глаз нет или их 2. В эпидермисе нет минеральных включений. Ринхоцель и хобот очень короткие. Статоцисты и церебральные органы отсутствуют. В кровеносной системе нет дорсо-медиального сосуда. Как и у других вооруженных немертин отряда Monostilifera хобот снабжен центральным стилетом на удлиненном базисе; у видов рода Ovicides также имеются запасные стилета , в то время как у видов рода Carcinonemertes их нет. Раздельнополые, семенники впадают в особый канал Такакуры, выполняющего функцию единого семяпровода, который открывается на заднем конце тела .

## Размножение и развитие
Раздельнополые, самцы обычно немного меньше самок. Оплодотворение наружное (кроме Carcinonemertes epialti), яйца откладываются в специальных трубковидных оболочках, которые могут быть прямыми или спирально изогнутыми . Для Carcinonemertes errans описан партеногенез. Развитие проходит со свободноплавающей планулоподобной личинкой, имеющей 2 глаза.

## Биология
Карцинонемертесы являются настоящими паразитами и поселяются на яйцевых массах или в жаберных полостях ракообразных. Питаются яйцами, прокалывая их оболочку стилетом и высасывая содержимое вывернутым желудком. Способны питаться растворенной в воде органикой.

## Экономический вред
Показано, что Carcinonemertes errans может уничтожать до половины яиц у своего хозяина – промыслового вида Cancer magister. Отходы жизнедеятельности C. errans могут приводить к бактериальному заражению хозяина . 

## Систематика
Небольшая группа немертин, включающая 2 рода и два десятка видов. Род Pseudocarcinonemertes с единственным видом Pseudocarcinonemertes homari Fleming & Gibson, 1981 обладает признаками семейства Tetrastemmatidae (4 глаза, наличие церебральных органов, длинный ринхоцель и хобот, прямое развитие), поэтому был исключен из семейства Carcinonemertidae.
- Carcinonemertes Coe, 1902
  - Carcinonemertes australiensis Campbell, Gibson & Evans, 1989 
  - Carcinonemertes caissarum Santos, Norenburg & Bueno, 2006[6]
  - Carcinonemertes carcinophila (Kölliker, 1845)
  - Carcinonemertes coei Humes, 1942
  - Carcinonemertes conanobrieni Simpson, Ambrosio & Baeza, 2017
  - Carcinonemertes divae Santos, Norenburg & Bueno, 2006[6]
  - Carcinonemertes epialti Coe, 1902
  - Carcinonemertes errans Wickham, 1978
  - Carcinonemertes humesi  Gibson & Jones, 1990
  - Carcinonemertes kurisi  Sadeghian & Santos, 2010[4]
  - Carcinonemertes mitsukurii  Takakura, 1910
  - Carcinonemertes pinnotheridophila  McDermott & Gibson, 1993
  - Carcinonemertes regicides  Shields, Wickham & Kuris, 1989
  - Carcinonemertes sebastianensis  Santos, Norenburg & Bueno, 2006[6]
  - Carcinonemertes tasmanica  Sadeghian & Santos, 2010[4]
  - Carcinonemertes wickhami  Shields & Kuris, 1990
- Ovicides Shields, 2001 [3]
  - Ovicides davidi Shields & Segonzac, 2007
  - Ovicides jasoni Shields & Segonzac, 2007
  - Ovicides jonesi Shields & Segonzac, 2007
  - Ovicides julieae Shields, 2001
  - Ovicides paralithodis  Kajihara & Kuris, 2013